# Мизерендино, Джулия
Джулия Мизерендино (род. 24 июня 2002 года) — итальянский тяжелоатлет, серебряный призёр чемпионата Европы 2023 года.

## Карьера
В 2019 году на юношеском чемпионате Европы в категории до 64 кг завоевала золотую медаль с весом в 203 кг по сумме двух упражнений. В 2021 году в этой же категории стала серебряным призёром на чемпионате мира среди юниоров. В 2021 и 2022 году на чемпионате Европы среди юниоров становилась победительницей.
На чемпионате мира 2022 года в Боготе стала девятой в категории до 71 кг с результатом 233 кг по сумме двух упражнений.
В Ереване, на чемпионате Европы 2023 года, в категории до 71 кг, Джулия завоевала серебряную медаль подняв вес по сумме упражнений в 230 кг. В рывке завоевала малую серебряную медаль,а в толчке завоевала малую бронзовую медаль. 

## Достижения
Чемпионат Европы
| Результат | Вес      | Год  | Место соревнований | Рывок | Толчок | Общий вес |
| Серебро   | до 71 кг | 2023 | Ереван, Армения    | 105,0 | 125,0  | 230,0     |